# Тогутіл
Тогутіл, також відомі як Внутрішні Тобело, — корінне населення з напівкочовим способом життя, яке живе в джунглях Тотодоку, Тукур-Тукур, Лолобата, Кобекуло та Булі в національному парку Акетаджаве-Лолобата, регентство Північна Халмахера, Північне Малуку, Індонезія.
Їхні громади часто класифікують як безконтактний народ, який живе у внутрішніх джунглях, порівняно з етносом тобело, який живе у прибережній зоні.

## Поява
Їхня зовнішність, особливо риси обличчя та відтінок шкіри, більше схожі на малайців, ніж на етнічну групу тобело.

## Ім'я
Зовнішній етнонім тогутіл еквівалентний місцевим назвам о фонгана ма ньява та о хонгана ма ньява (буквально «лісові люди»).
Індонезійську назву Тогутіл популяризував голландський етнограф Дж. Платенкамп, який вивчав етнічні групи острова. Це слово походить від слова O'Tau Gutili в тобело, що означає «дім ліків». Вони вважають за краще називати себе О'Хонгана Маньява (люди, які живуть у лісі), це на відміну від прибережних жителів Тобело, які називають себе О'Хоберера Маньява (люди, які живуть поза лісом).

## Розміщення
Поселення зазвичай складаються з груп громад уздовж берегів річок. Існує близько 42 домогосподарств тогутільських громад, які оселилися вздовж річки Додага, а близько 500 жили вздовж річки Акеламо. Їхні будинки зроблені з дерева та бамбука з листяним дахом пелем (тип Livistona). Зазвичай їхні будинки не мають стін і дерев'яної підлоги.
Тогутіл класифікуються як окрема група людей, що проживають у внутрішніх районах північної та центральної Хальмахери.
Від 300 до 500 осіб живуть ізольовано в національному парку Акетаджаве-Лолобата. Інші живуть біля прибережних сіл, куди приїжджають обмінюватися продуктами. Деякі оселилися в будинках, побудованих індонезійською владою в рамках програм соціальної інтеграції, наприклад, у селі Додага, Маба. У деяких частинах острова тогутіл іноді доводиться займатися лісозаготівлею та видобутком корисних копалин.

## Мова
Народ тогутілів використовує мову тогутіл (ISO 639-3: Tuj), яку деякі класифікують як діалект мови тобело, що використовується населенням тобело, яке живе в прибережній зоні.

## Історія
За місцевою легендою, тогутіл походять від прибережних жителів, які переселилися в джунглі, щоб уникнути податків. У 1915 році, під час правління Голландської Ост-Індії, були спроби поселити їх у сільській місцевості Кусурі та Тобеламо. Але через те, що вони відмовилися платити податки, вони повернулися в джунглі, і спроба поселення стала невдалою. Однак немає жодних доказів, які б підтверджували цю думку про таке походження тогутілів.
Євангельські християнські місіонери «Етнос360» (офіційна назва «Місія нових племен») 1982 року заснували церкву і заснували село в Танджунг Лілі на сході Північного Молукки. Прозелітизм був в основному успішним: навернені місією тогутільські вожді продовжують роботу місіонерської організації, поширюючи Євангеліє у більш віддалених районах внутрішніх джунглів. «Сьогодні майже всі мешканці, які раніше проживали вздовж річок Вайсанго, Лілі та Афу, прийняли християнство. Практично всі вірування і практики, пов'язані з їхньою попередньою місцевою космологією, такі як поклоніння предкам, були відкинуті як несумісні з християнством. Члени громади рішуче заперечують будь-які спроби відновити ці практики, які тепер вважаються помилковими віруваннями, яких вони дотримувалися, перебуваючи під впливом сатани».

## Населення
За різними дослідженнями, проведеними індонезійськими та зарубіжними етнологами з 2001 року, чисельність тогутілів становить від 1500 до 3000 осіб. З них від 300 до 500, і це теж приблизно, живуть ізольовано в лісі.

## Практики та спосіб життя
Їхній спосіб життя дуже залежить від навколишніх джунглів. Основним продуктом харчування є саго. Деякі тогутіли продовжують носити традиційні набедрені пов'язки, хоча більшість з них прийняли сучасний одяг. Вони традиційно кочують мисливцями-збирачами, полюють на кабанів, оленів та інших тварин, а також займаються рибальством і покладаються на сагові пальми як на основне джерело вуглеводів. Вони також збирають яйця мегаподів, смоли та роги, щоб продати їх людям із прибережних районів. Є деяке садівництво, з бананами, маніоком, солодкою картоплею, папайєю та цукровою тростиною, які є звичайними культурами, які можна знайти в їхніх садах. Однак ці сади інтенсивно не обробляються через напівкочовий спосіб життя тогутілів. Іноді їх звинувачують у жорстокості чи навіть байдужості, що спростовують етнологи з Тернате.

## Ізоляція
Ті, хто живуть ізольовано, часто є невеликими групами, визначеними владою, які живуть у незайманому національному парку Акетаджаве-Лолобата. На маленьких відео видно, як деякі з них різко виступають проти людей, які наближаються до їхньої території. У той же час багато тогутільців вже змішалися з населенням, що живе в прибережних селах. Регіональна влада Східної Хамахери відкрила для них єдиний офіс, щоб полегшити їх інтеграцію. Регулярно поліцейські приносять їм пожертви.
Ліси, в яких живуть безконтактні тогутили, знаходяться під загрозою видобутку нікелю для виробництва акумуляторів для електромобілів.

## У масовій культурі
Тогутіл стали предметом програм на національному телебаченні Індонезії, в яких розповідається про їхні звички та звичаї. Акаунт TikTok навіть регулярно публікує відео, що дозволяє краще пізнати цих мешканців лісу.